# Мишинець-Старий
Мишинець-Старий (пол. Myszyniec Stary) — село в Польщі, у гміні Мишинець Остроленцького повіту Мазовецького воєводства.
Населення — 884 особи (2011).
У 1975-1998 роках село належало до Остроленцького воєводства.

## Демографія
Демографічна структура станом на 31 березня 2011 року:
|          | Загалом | Допрацездатний вік | Працездатний вік | Постпрацездатний вік |
| -------- | ------- | ------------------ | ---------------- | -------------------- |
| Чоловіки | 435     | 111                | 277              | 47                   |
| Жінки    | 449     | 116                | 241              | 92                   |
| Разом    | 884     | 227                | 518              | 139                  |